# Potenza Calcio
Potenza Calcio, zkráceně jen Potenza  je italský fotbalový klub hrající v sezóně 2024/25 ve 3. italské fotbalové lize sídlící ve městě Potenza v regionu Basilicata. 
Klub byl založen velkým fanouškem fotbalu Alfredem Vivianim v roce 1920 jako Sport Club Lucano . První oficiální soutěžní sezonu odehrává 1934/35. Až do sezony 1962/63 hraje nejlépe ve třetí lize a nejhůře v regionálních soutěží. Sezonu 1963/64 hrají poprvé ve druhé lize a udrží se v ní pět sezon. Nejlepší umístění je 5. místo v sezoně 1964/65.
Poté klub hraje třetí i čtvrtou ligu. V roce 1986 klub ohlašuje bankrot a končí. Je založen nový klub Polisportiva Edilpotenza. Za rok je přejmenují na Potenza Calcio. Velkých úspěchů se klub nedočká a v roce 1994 vyhlašuje bankrot. Znovu je založen nový klub Polisportiva Banca Mediterranea Invicta Potenza, jenže i tak v roce 2004 končí svojí existenci. Vzniká klub nový Associazione Sportiva Calcio Potenza. Bankrot ještě vyhlásí v letech 2012 a 2013. Ale vždy se najde člověk který klub koupí. Nový klub se jmenuje Football Club Dilettantistico Rossoblu Potenza.

## Změny názvu klubu
- 1933/34 – 1935/36 – SC Lucano (Sport Club Lucano)
- 1936/37 – 1940/41 – AS Potenza (Associazione Sportiva Potenza)
- 1941/42 – 1944/45 – AP Lucana (Associazione Polisportiva Lucana)
- 1945/46 – 1948/49 – SC Lucano (Sport Club Lucano)
- 1949/50 – 1959/60 – SC Monticchio Potenza (Sport Club Monticchio Potenza)
- 1960/61 – 1985/86 – Potenza SC (Potenza Sport Club)
- 1986/87 – Polisportiva Edilpotenza (Polisportiva Edilpotenza)
- 1987/88 – 1993/94 – Potenza Calcio (Potenza Calcio)
- 1994/95 – PBMI Potenza (Polisportiva Banca Mediterranea Invicta Potenza)
- 1995/96 – 1998/99 – UC Potenza (Unione Calcio Potenza)
- 1999/00 – 2003/04 – FC Potenza (Football Club Potenza)
- 2003/04 – 2006/07 – ASC Potenza (Associazione Sportiva Calcio Potenza)
- 2007/08 – 2011/12 – Potenza SC (Potenza Sport Club)
- 2011/12 – SSD Città di Potenza (Società Sportiva Dilettantistica Città di Potenza)
- 2012/13 – FCD Rossoblu Potenza (Football Club Dilettantistico Rossoblu Potenza)
- 2013/14 – Potenza FC (Potenza Football Club)
- 2014/15 – 2017/18 – SSD Potenza Calcio (Società Sportiva Dilettantistica Potenza Calcio)
- 2018/19 – Potenza Calcio (Potenza Calcio)

## Získané trofeje

### Vyhrané domácí soutěže
- 3. italská liga ( 1× )

1962/63
- 4. italská liga ( 4× )

1960/61, 1974/75, 1991/92, 2017/18

## Účast v ligách
| Úroveň soutěže | Název soutěže (nynější název) | První hraná sezona | Poslední hraná sezona | celkem odehraných sezon |
| -------------- | ----------------------------- | ------------------ | --------------------- | ----------------------- |
| 2              | Serie B                       | 1963/64            | 1967/68               | 5                       |
| 3              | Serie C                       | 1934/35            | 2024/25               | 33                      |
| 4              | Serie D                       | 1949/50            | 2017/18               | 31                      |
| 5              | Eccellenza                    | 1957/58            | 2012/13               | 13                      |

## Fotbalisti

### Známí hráči v klubu
- Roberto Boninsegna – (1964/65) reprezentant  medailista z MS 1970
- Francesco Colonnese – (1989–1991) reprezentant  medailista z ME 21 1994